# Il rifugio dell'alba
Il rifugio dell'alba è un film muto italiano del 1918 diretto da Mario Bonnard.

## Trama
Una sera, un vagabondaggio tra romantico e snobistico, porta il conte Mario, la sua amante Lucia e gli amici dello scapigliato "ménage" fino alla porta di una taverna de suburbio. Risuona in fondo all'andito grommoso una voce fascinatrice. È quella d'una bellissima cieca, Maria, immediatamente, prende ad amare e a cui offre la sua fervida amicizia. Incomincia così una storia d'amore che avrà vibranti pagina di passione, scene drammatiche e grandiose, episodi gentili.